# 長野市立古牧小学校
長野市立古牧小学校（ながのしりつ こまきしょうがっこう）は、長野県長野市にある公立小学校。

## 概要
長野市街地の東方3kmほどの住宅地に位置する。1889年（明治22年）に創立した、市内でも歴史の長い小学校の一つ。校章は、旧長野市章の｢星｣の下に古牧の｢古｣の字を配したもの。
本校のある古牧地区は、もともとは長野市近郊の農村地帯であったが、太平洋戦争後に人口が急増。本校創立年から1990年（平成2年）の間に戸数が実に10倍あまり増加した（増加率長野市内2位）。
古牧地区の人口増加に伴って本校の児童数も急増。1980年（昭和55年）には1,529名（長野市内2位）に達し、県下有数のマンモス校となったことから、過大規模解消のため1992年（平成4年）に長野市立緑ヶ丘小学校が分離新設された。2022年（令和4年）現在の児童数は、675名。
創立から長らく古牧地区全域を校区とし、本校はその中央に位置していたが、前述のとおり緑ヶ丘小学校に校区を分離したことで、現在では校区の南東端に位置している。
長野オリンピックの一校一国運動では、ニュージーランドおよびボリビアと交流した。

## 沿革
（出典は、特記なき限り）
前身各校の歴史
- 1873年（明治6年）11月20日 - 西尾張部村（現 西尾張部）の光蓮寺に、第六大学区第十四中学区第十九番小学[5]格知学校が開校。南長池村（現 南長池）・北長池村（現 北長池）・西尾張部村（現 西尾張部）を対象とする。
- 1873年（明治6年）12月1日 - 北高田村（現 高田）中村に、第六大学区第十四中学区第五番小学[5]日知学校が開校。上高田村（現 高田）・北高田村（現 高田）・平林村（現 平林）・鶴賀町七瀬（現 七瀬）を対象とする。
- 1874年（明治7年）3月 - 石渡村（現 石渡）の地蔵庵に、第六大学区第十四中学区第十八番小学[5]新徳学校が開校。北尾張部村（現 北尾張部）・石渡村（現 石渡）・南堀村（現 南堀）・北堀村（現 北堀）を対象とする。
- 1874年（明治7年）4月7日 - 東和田村（現 東和田）の観音堂に、第六大学区第十四中学区第十七番小学[5]成美学校が開校。東和田村（現 東和田）・西和田村（現 西和田）・太田村（現 吉田五丁目）・中越村（現 中越）を対象とする。
- 1886年（明治19年）4月1日 - 長野県においては一学区内にひとつの本校・その他はその支校とする体制となり、以上4校を併合して上水内郡第三番学区高田学校が開校。新徳学校を石渡支校、格知学校を北長池支校、日盛学校（屋島村）を屋島支校とする（支校はいずれも長野市立朝陽小学校の前身）。本校舎は当初日知学校（高田村中村）に置き、翌1887年（明治20年）4月1日に現在の古牧小学校の地（高田村五分一）に新築移転。

古牧小学校の歴史
- 1889年（明治22年）4月1日 - 上水内郡西尾張部村・高田村・南長池村・東和田村・西和田村・平林村および三輪村の一部（荒屋）が合併し、古牧村が発足。古牧村立尋常小学校となる（この日を創立日とする）。
- 1892年（明治25年）4月1日 - 古牧村立古牧尋常高等小学校となる。
- 1892年（明治25年）10月 - 古牧・吉田・朝陽・柳原・長沼・古里・若槻・神郷の東部八ヵ村組合立南高等小学校が設立され、本校に併設。
- 1923年（大正12年）7月1日 - 上水内郡古牧村が長野市に合併。長野市立古牧尋常高等小学校となる。
- 1929年（昭和4年） - 現在の校章を制定。
- 1941年（昭和16年）4月1日 - 国民学校令施行。長野市立古牧国民学校となる。
- 1947年（昭和22年）4月1日 - 学校教育法施行。長野市立古牧小学校となる。
- 1949年（昭和24年） - 現在の校歌を制定（伝田青磁 作詞・井上武士 作曲）。
- 1971年（昭和46年）4月1日 - 本校・長野市立芹田小学校・長野市立鍋屋田小学校の過大規模解消のため、長野市立南部小学校（七瀬南部）が開校[6]。本校の通学区域からは、高田のうち上高田・川端を分ける。併せて、居町を鍋屋田小学校に変更。
- 1992年（平成4年） - 本校・長野市立芹田小学校・長野市立南部小学校の過大規模解消のため、長野市立緑ヶ丘小学校（南高田）が開校。本校の通学区域からは、高田南高田・南高田一～二丁目・南長池・西尾張部・若宮一～二丁目を分ける。

## 通学区域
- 大字三輪の一部（荒屋）
- 大字高田の一部
- 北条町
- 大字平林
- 平林一丁目
- 平林二丁目
- 大字東和田
- 大字西和田
- 西和田一丁目
- 西和田二丁目の一部

## 交通
- 長野駅善光寺口からアルピコ交通（川中島バス）45系統「古牧小学校前」下車